# Jackson Collins
Pour les articles homonymes, voir Collins.
Jackson Collins est un kayakiste australien né le 5 novembre 1998 à South Brisbane, dans le Queensland. Il a remporté avec Riley Fitzsimmons, Noah Havard et Pierre van der Westhuyzen la médaille d'argent du K4 500 mètres aux Jeux olympiques d'été de 2024, organisés à Paris.